# Фарбер Матвій Харитонович
Матвій Харитонович Фарбер (1892 — 1942) — український радянський освітянин, ректор Полтавського інституту народної освіти, директор Одеського фізико-хіміко-математичного інституту, в.о. ректора Одеського державного університету.

## Біографічна довідка
М. Х. Фарбер  народився в 1892 році в сім'ї  вчителя у Могильові. Вільно володів українською, російською, німецькою й французькою мовами.
Професійну освіту здобув у Військово-фельдшерській школі. Крім того навчався у Київському комерційному інституті.
Навчався в аспірантурі при кафедрі теорії педагогіки Московського інституту підвищення кваліфікації педагогів.
На початку 1922 року переїхав до Полтави. Працював інспектором у Полтавському губернському відділі народної освіти, читав лекції у  Полтавському землевпоряджувальному технікумі.
Від вересня 1925 року до вересня 1930 року обіймав посаду ректора Полтавського інституту народної освіти.
В 1930—1933 роках був директором Одеського фізико-хіміко-математичного інституту.. 
У 1933 році тимчасово виконував обов'язки ректора  поновленого Одеського державного університету.
В 1934—1935 навчальному році завідував кафедрою політичної економії Одеського німецького педагогічного інституту.
З травня 1935 — заступник завідувача Одеського обласного ВНО. З вересня за сумісництвом викладав в Одеському педагогічному інституті. У квітні —  листопаді 1936 р. також за сумісництвом був директором Одеської державної наукової бібліотеки.
Заарештований у листопаді 1936 г. як «троцькіст», вже у грудні під тортурами «визнав» провину. У квітні 1937 р. був засуждений до трудових таборів, де й помер у 1942 році..

## Родина
- Дружина: Есфір Левіна. У 1940 р. подавала заяву про перегляд справи чоловіка, але їй було відмовлено.

- Син:  Володимир (1923 р.н.),  пропав безвісті на фронті  у 1944 р.